# Blumenfeldův gambit
Blumenfeldův gambit (ECO E10) je šachové zahájení zavřených her, jež charakterizují tahy
1. d4 Jf6 2. c4 e6 3. Jf3 c5 4. d5 b5

## Historie
Ve 20. letech 20. století toto zahájení předložil ruský šachista a teoretik Benjamin Markovič Blumenfeld. V roce 1922 v Bad Pystian ho použil tehdejší mistr světa Alexandr Aljechin proti Siegbertu Tarraschovi a zvítězil. Jedná se o zahájení přinášející nemalé riziko a na nejvyšší úrovni se dnes prakticky neobjevuje. Přesto se občas objevuje v turnajové praxi a ze špičkových velmistrů ho hrává Liviu-Dieter Nisipeanu.

## Strategie
Černý se snaží strhnout už v zahájení iniciativu na svou stranu. Smyslem gambitu je při jeho přijetí obsadit střed a také útočit na královském křídle, kde se černému uvolní sloupec f. Bílý může ale gambit i odmítnout a snažit se pozičně využít oslabení černého.

## Vedlejší varianty
1. d4 Jf6 2. c4 e6 3. Jf3 c5 4. d5 b5
- 5. a4 s oboustrannými šancemi
- 5. e4 Jxe4 6. dxe6 fxe6 7. Sd3 Jf6 8. Jg5 De7 9. cxb5 d5 s nejasnou hrou

## Přijatý gambit
1. d4 Jf6 2. c4 e6 3. Jf3 c5 4. d5 b5 5. dxe6 fxe6 6. cxb5
- 6... Sb7 s kompenzací za pěšce
- 6... d5
  - 7. e3 Sd6 s kompenzací
  - 7. g3 Sd6 8. Sg2 a6! 9. bxa6 0-0 10. 0-0 Jc6 s kompenzací
  - 7. Jc3 Jbd7 s kompenzací 8. e4 d4 9. e5 Jg4 10. Je4 Sb7! s nejasnou hrou a značnými komplikacemi

## Odmítnutá varianta Sg5
1. d4 Jf6 2. c4 e6 3. Jf3 c5 4. d5 b5 5. Sg5

Tato varianta je považována za nejsolidnější odpověď. Vzhledem k nevyjasněné situaci má černý nyní celou škálu možností.
- 5... bxc4 6. e4 s lepšími šancemi bílého
- 5... h6 6. Sxf6 Dxf6 7. Jc3 b4 8. Jb5 Kd8 se složitou hrou nebo 7. Dc2 s malou výhodou bílého
- 5... b4 6. a3! s iniciativou bílého
- 5... Da5+ bílý má nyní řadu možností
  - 6. Jc3 Je4 7. Sd2 Jxd2 8. Dxd2 b4 9. Je4 Se7 s nejasnou hrou
  - 6. Jbd2 bxc4! 7. Sxf6 gxf6 8. e4 Vg8 9. g3 Sa6 s nejasnou hrou
  - 6. Dd2 Dxd2+ 7. Jbxd2 (možné je i 7. Jfxd2) 7... bxc4 (možné je i 7... Ja6 8. e4! a pozice bílého je nepatrně lepší; nebo 7... exd5 8. Sxf6 gxf6 9. exd5 a černý má sice dvojici střelců, ale jeho pěšcová struktura je o tolik horší, že přednost zasluhuje pozice bílého) 8. e4 a pozice bílého je o něco lepší
- 5... exd5 6. cxd5 d6 7. e4 a6 bílý má převahu ve středu, černý se snaží o protihru na dámském křídle